# Ronaldo Luís Nazário de Lima
Ronaldo Luís Nazário de Lima, mer känd som bara Ronaldo (även kallad Ronaldo "Fenômeno" eller R9), född 18 september 1976 i Bento Ribeiro, Rio de Janeiro, är en brasiliansk före detta professionell fotbollsspelare som senast spelade som anfallare för Corinthians. Ronaldo började sin professionella karriär i brasilianska Cruzeiro och skrev på för PSV Eindhoven år 1994. Han spelade sedan för Barcelona, Inter, Real Madrid och AC Milan.
Ronaldo var i slutet av 1990-talet och början av 2000-talet en av Brasiliens största stjärnor och anses även vara en av de bästa fotbollsspelarna genom tiderna, och spelade en avgörande roll i VM i Japan och Sydkorea 2002 där Brasilien vann sin femte VM-titel. I följande VM i Tyskland 2006 vann Ronaldo VM-historiens skytteliga efter att ha gjort sitt femtonde VM-mål i åttondelsfinalen mot Ghana, och innehade sitt rekord tills det slogs av Miroslav Klose under VM 2014.
Ronaldo var en av de flitigaste målskyttarna på 1990-talet och i början av 2000-talet. Ungefär som nummer 10 har blivit synonymt med en släpande forward, särskilt Diego Maradona, och nummer 3 med en försvararsspelare som Paolo Maldini, gjorde Ronaldo tröjnummer 9 berömt och synonymt med sin position som central forward. Ronaldo blev utsedd till världens bästa fotbollsspelare 1996, 1997 och 2002 och är en av fyra spelare som vunnit detta pris tre gånger; de andra är Zinedine Zidane, som var Ronaldos lagkamrat i Real Madrid, Lionel Messi och Cristiano Ronaldo. Ronaldo har även vunnit Ballon d'Or (europeiska guldbollen) åren 1997 och 2002. Han har fått smeknamnet "O Fenômeno" (spanska: El Fenómeno). År 2007 gav France Football honom en plats i Tidernas bästa startelva.
Ronaldo var en förebild för många senare storspelare, såsom Karim Benzema, Zlatan Ibrahimović, Alexandre Pato, Ronaldinho, Robinho och Kaká. Ronaldo var också en av de första fotbollsspelarna som gjorde futsal- och gatufotbollskonster populära på planen och blev känd för sina överstegsfinter.

## Klubbkarriär

### Cruzeiro
Ronaldo hade tidigt tidigt ett brinnande intresse för fotboll och spelade futsal i klubben Tennis Club Valqueire. Han provspelade vid ett tillfälle för Flamengo men fick inte en plats i laget utan hamnade i São Cristóvão. Vid 14 års flyttade han till Cruzeiro, en storklubb från staden Belo Horizonte.
Ronaldo gjorde sin debut inom professionell fotboll år 1993. Det var för Cruzeiro i den brasilianska ligan och han var 16 år gammal. Vid denna tid kallades han Ronaldinho ("lille Ronaldo"). Ronaldo gjorde 12 mål på 14 matcher och blev ligans tredje bästa målgörare. I en av sina minnesvärda matcher gjorde han 5 mål mot Bahia. Han blev snart uttagen till Brasiliens U17-landslag, som vann mästerskapet i Sydamerika samma år.
Följande säsong, 1994, blev Ronaldo skyttekung med 21 mål i Campeonato Mineiro, en delstatlig fotbollsliga i Minas Gerais. Snabbt väcktes intresset hos flera europeiska klubbar och Ronaldo flyttade till holländska PSV Eindhoven för 6 miljoner US-dollar (5,5 miljoner euro). Han spelade sin sista match i Brasilien den 7 augusti 1994 mot Botafogo. Totalt spelade han 59 matcher för Cruzeiro och gjorde 57 mål.

### PSV Eindhoven
Ronaldo gjorde 42 mål på 46 ligamatcher för PSV Eindhoven. Han gjorde även ett hat trick mot tyska Bayer Leverkusen i Uefacupen 1994/1995. Han blev Eredivisies skyttekung 1995 och vann holländska cupen (KNVB-cupen) med PSV 1996. Samma år drabbades han dock av sin första skada och fick genomgå sin första operation på högerknät. När han återhämtat sig kallades han till spel i Olympiska sommarspelen 1996 i fotboll. 1994 hade han varit en del av Brasiliens landslagstrupp vid världsmästerskapet i fotboll, men inte fått spela några matcher.
Ronaldo kritiserades i PSV, inte bara för sina fysiska problem utan för att inte kunna leva upp till förväntningarna att bli lika bra som Romário, den förre brasilianske spelaren i klubben. Likaså uppstod spänningar mellan Ronaldo och tränaren Dick Advocaat när Ronaldo uttryckte sin önskan om att lämna PSV för spel i Spanien.

### Barcelona
I juli 1996 skrev Ronaldo på ett åttaårigt kontrakt med FC Barcelona. Övergångssumman var 18,5 miljoner euro, vilket var ett nytt transferrekord. Under sin enda säsong i Barcelona blev han spansk skyttekung med 34 mål på 37 matcher och belönades med Guldskon. Barcelona vann även Cupvinnarcupen 1996/1997, och Ronaldo gjorde det enda målet i finalen mot Paris Saint-Germain. Erkännandet kom sedan i form av Le ballon d'or, guldbollen, priset till Europas bästa fotbollsspelare, och fotbollsvärldens mest prestigefyllda pris för individuella prestationer, FIFA World Player of the Year Award, som han vann med en överväldigande majoritet av rösterna.

### Inter
Följande år värvades Ronaldo, då 21 år, av den italienska storklubben Inter för 30,5 miljoner euro, en ny rekordsumma. Med Ronaldos hjälp kom Inter att vinna Uefacupen 1997/1998. Ronaldo gjorde även mål i finalen. Under sin första Serie A-säsong gjorde han 25 mål för klubben och kom tvåa i skytteligan bakom tysken Oliver Bierhoff. I en match mot Piacenza Calcio, under vilken han svarade för ett hat trick, gav de italienska journalisterna honom smeknamnet "O Fenômeno". Ronaldo fick sedan ta emot priset för världens bästa fotbollsspelare för andra året i rad.
Den 21 november 1999 under en Serie A-match mot Lecce kände Ronaldo sitt knä ge efter och tvingades halta av planen. Läkarundersökningar efter matchen bekräftade att en sena hade spruckit i hans högra knä och att det krävde operation. Under sin första comeback den 12 april 2000 spelade han endast sju minuter av Coppa Italia-finalen mot Lazio innan han skadade sitt knä för andra gången. Efter två operationer och månader av rehabilitering kom Ronaldo tillbaka inför VM 2002 i Sydkorea och Japan och hjälpte Brasilien vinna sitt femte VM-guld medan han blev turneringens bäste målskytt med åtta mål. Senare samma år utsågs han till Europas bästa spelare för andra gången och världens bästa spelare för tredje gången, och flyttade från Inter till Real Madrid. Ronaldo spelade 100 matcher och gjorde 59 mål för nerazzurri.

### Real Madrid

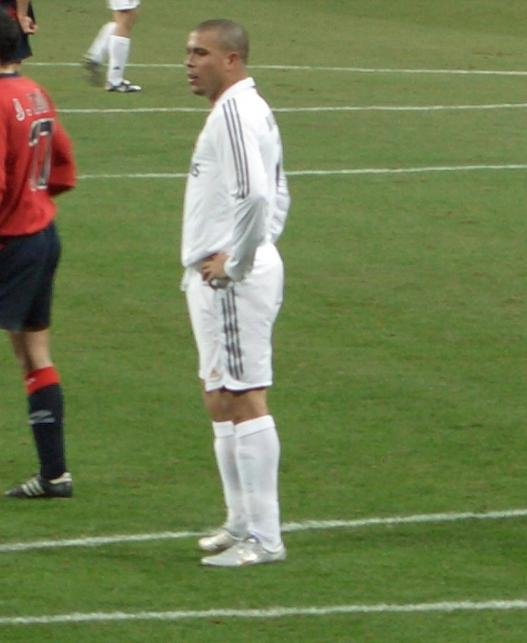
Ronaldo spelande för Real Madrid.

Ronaldo gjorde två mål i sin debutmatch för de spanska giganterna Real Madrid, ett stjärnspäckat lag med storstjärnor som Zinedine Zidane, Luís Figo och Raúl. Det första målet kom efter bara 30 sekunder. Under sin första säsong i klubben gjorde han 23 mål och hjälpte dem att vinna ligatiteln, något han misslyckades med när han spelade för Barcelona. Med Real vann han också Interkontinentala cupen 2002 och spanska supercupen 2003. I Champions League nätade Ronaldo sex gånger, bland annat gjorde han ett hat trick i en 4-3-förlust mot Manchester United. Real Madrid slogs ut i semifinalen mot Juventus. 
Ronaldo blev ligans skyttekung under sin andra säsong i klubben och förlängde sitt kontrakt med två år och höjde sin lön. Sju år efter sin första titel i PSV slutade Ronaldo återigen som bäste målgörare i spanska ligan år 2004 med sammanlagt tjugofyra gjorda mål. De kommande två säsongerna vann ärkerivalerna Barcelona ligan med Ronaldinho i spetsen. När klubben värvade Ruud van Nistelrooy år 2006 fick Ronaldo allt mindre speltid under tränaren Fabio Capello, på grund av skadeproblem och viktökningar, och han gjorde endast 1 mål på  7 matcher. Ronaldo beslöt att återvända till Italien och AC Milan under vinterns transferfönster. Real Madrid återtog ligatiteln efter en imponerande vårsäsong.

### Milan
Den 18 januari 2007 kom Ronaldo överens med Milan om en övergång värd omkring 7,5 miljoner euro. Torsdagen den 25 januari flög Ronaldo från Madrid till Milano för att se en match mellan Milan och Roma. Den 26 januari genomgick Ronaldo en läkarundersökning och dagen efter var transfern klar. Ronaldo valde tröjnummer 99. Han gjorde sin debut för Milan den 11 februari då han kom in som avbytare i en match mot Livorno. I nästa match, mot Siena den 17 februari, gjorde Ronaldo två mål och en assist. Under sin första säsong i klubben gjorde Ronaldo sju mål på 14 framträdanden.
I och med sin flytt till Milan blev Ronaldo en av de få spelare som spelat för både Inter och Milan i Milano-derbyt och är tillsammans med Zlatan Ibrahimović en av de endast två spelarna som gjort mål för båda lagen i derbymatchen (för Inter säsongen 98/99 och för Milan säsongen 06/07). Ronaldos enda mål säsongen 2007/2008, förutom hans mål mot Lecce under försäsongen, kom i 5-2-vinsten över Napoli. Det var även den första gången Milans anfallstrio Kaká, Alexandre Pato och Ronaldo spelade tillsammans. Totalt gjorde Ronaldo nio mål på 20 framträdanden för Milan.
Den 13 februari 2008 drabbades Ronaldo av en svår knäskada när han hoppade upp för att möta ett inlägg i en match mot Livorno. Han bars bort och fördes sedan till sjukhus. Milan bekräftade efter matchen att Ronaldo hade spräckt knäskålens ligament i vänster knä. Hans kontrakt med Milan löpte ut vid slutet på säsongen och förnyades inte.

### Corinthians
Ronaldo tränade med Flamengo medan han återhämtade sig från sin knäoperation och klubbens styrelse klargjorde att dörren stod öppen för honom om han ville gå med i klubben. Men den 9 december skrev Ronaldo istället på ett ettårigt kontrakt med Flamengos rivaler Corinthians. Detta fick mycket publicitet i brasiliansk press eftersom Ronaldo hävdat sig vara ett Flamengo-fan.
Ronaldo spelade sin första match för Corinthians den 4 mars 2009, en match mot Itumbiara EC i brasilianska cupen. Ronaldo gjorde sitt första mål för klubben den 8 mars i en match mot Palmeiras. Han hjälpte Corinthians att vinna turneringen Campeonato Paulista med 10 mål på 14 matcher.
Den 14 februari 2011 meddelade Ronaldo vid en presskonferens att han valt att med omedelbar verkan avsluta sin spelarkarriär.

## Landslagskarriär
Ronaldo gjorde sin internationella debut för Brasilien 1994, i en vänskapsmatch mot Argentina. Som sjuttonåring var han en del av Brasiliens trupp vid USA-VM 1994  men fick inte spela några matcher. Han kom att bli känd som Ronaldinho, eftersom hans äldre lagkamrat, Ronaldo Rodrigues de Jesus, också hette Ronaldo (och hade smeknamnet Ronaldão för att särskilja dem ytterligare). En annan brasiliansk storspelare, Ronaldo de Assis Moreira, som nu är allmänt känd som Ronaldinho, kom att kallas Ronaldinho Gaúcho när han gick med i det brasilianska landslaget år 1999.
Vid Olympiska sommarspelen 1996 i Atlanta spelade Ronaldo med namnet Ronaldinho ("lille Ronaldo" på portugisiska) på tröjan, eftersom mittbacken Ronaldo Guiaro, som var två år äldre än Ronaldo, också var en del av den brasilianska truppen. Brasilien vann brons i Atlanta.
Han gjorde fyra mål och tre målgivande passningar under världsmästerskapet i Frankrike 1998. Kvällen före finalen drabbades Ronaldo av en smärre skada och plockades först bort från startelvan men bad senare om att få spela och blev uttagen igen av tränaren Mário Zagallo. Ronaldo spelade dåligt och skadades i en kollision med Frankrikes målvakt Fabien Barthez vars lag till slut vann finalen med 3–0. Ronaldo erkände senare att det hade varit ett misstag att välja att spela i finalen.
Ronaldo blev skyttekung och världsmästare med brasilianska landslaget i VM i Sydkorea och Japan 2002 där han gjorde mål i varje match utom kvartsfinalen mot England, och totalt åtta mål varav två mot Tyskland i finalen vilka tog Brasilien till sin femte VM-titel.
Den 2 juni 2004 gjorde Ronaldo hat trick på straffar mot ärkerivalerna Argentina i det sydamerikanska kvalet till VM 2006.
Med två mål mot Japan i VM 2006 blev Ronaldo den tjugonde spelaren någonsin att göra mål i tre olika världsmästerskap (VM 1998, 2002 och 2006). Den 27 juni 2006 vann han VM-historiens skytteliga när han i åttondelsfinalen mot Ghana gjorde sitt femtonde VM-mål och slog tysken Gerd Müller, men blev senare slagen själv av Miroslav Klose under semifinalen mellan Tyskland och Brasilien den 8 juli 2014. Brasilien blev emellertid utslagna i kvartsfinalen mot Frankrike.
Förbundskaptenen Carlos Alberto Parreira ersattes efter VM 2006 av den före detta brasilianske lagkaptenen Dunga, som petade Ronaldo från landslaget. Efter sin flytt till Corinthians uttryckte Ronaldo sin önskan om att få spela i VM i Sydafrika 2010 vilket dock ej skedde.

## Privatliv
I april 1999 gifte sig Ronaldo med den brasilianska fotbollsspelaren Milene Domingues. Äktenskapet varade i fyra år och avslutades i skilsmässa. Paret fick en son, Ronald, som föddes i Milano den 6 april 2000. År 2005 förlovade sig Ronaldo med den brasilianska modellen och MTV-programledaren Daniela Cicarelli, som blev gravid men fick missfall. Deras förhållande varade bara i tre månader efter förlovningen. Han hade också ett förhållande med den brasilianska supermodellen Raica Oliveira, men det tog slut i december 2006.
Ronaldo har sedan fått en dotter tillsammans med Maria Beatriz Antony. Dottern föddes den 24 december 2008 i Rio de Janeiro och fick namnet Maria Sophia. I april 2009 flyttade familjen till en kungsvåning i São Paulo.

## Meriter

### Brasilien
- FIFA:s VM-turneringar:
  - VM 1994: VM-guld (spelade dock inga matcher)
  - VM 1998: VM-silver
  - VM 2002: VM-guld & Guldskon
  - VM 2006: Bronsskon & vinnare av VM-historiens skytteliga
- Copa América: 1997, 1999
- Confederations Cup: 1997
- Olympiska sommarspelen 1996: Brons

#### Cruzeiro
- Campeonato Mineiro: 1993/1994
- Brasilianska cupen: 1992/1993

#### PSV Eindhoven
- Holländska cupen: 1995/1996

#### FC Barcelona
- Supercopa de España: 1995/1996
- Cupvinnarcupen: 1996/1997
- Copa del Rey: 1996/1997

#### Inter
- Uefacupen: 1997/1998

#### Real Madrid
- La Liga: 2002/2003, 2006/2007[48]
- Supercopa de España: 2002/2003
- Interkontinentala cupen: 2002

#### Corinthians
- Campeonato Paulista: 2008/2009
- Brasilianska cupen: 2008/2009

### Individuella priser
- FIFA World Player of the Year: 1996 (yngsta vinnaren någonsin), 1997, 2002
- World Soccer Player of the Year: 1996 (yngsta vinnaren någonsin), 1997, 2002
- European Footballer of the Year (Ballon d'Or): 1997 (yngsta vinnaren någonsin), 2002
- Onze d'Or: 1997, 2002
- Uefa Champions Leagues mest värdefulla spelare: 1998
- UEFA Club Football Awards: Bästa anfallare 1998
- Fifa All-Star Team: 1998, 2002
- Guldskon (tilldelas den som under en säsong gjort flest mål i Europa): 1997
- Copa América 1999: Skytteligavinnare
- Spanska ligans skytteligavinnare: 1996-1997, 2003-2004
- Nederländska ligans skytteligavinnare: 1994-1995
- Interkontinentalcupens mest värdefulla spelare: 2002
- BBC Sports pris för årets sportpersonlighet: 2002
- Laureus World Sports Awards: Årets comeback 2003
- GoldenFoot Award: 2006